# Cardiophorinae
Sous-famille
Synonymes
Cardiophorini
Les Cardiophorinae sont une sous-famille de Coléoptères de la famille des Elateridae.

## Liste des genres
Allocardiophorus - 
Aphricus - 
Aptopus - 
Blaiseus - 
Buckelater - 
Cardiodontulus - 
Cardiophorellus - 
Cardiophorus -  
Cardiotarsus - 
Coptostethus - 
Craspedostethus - 
Dicronychus - 
Displatynychus -  
Esthesopus - 
Globothorax - 
Horistonotus - 
Neocardiophorus - 
Odontocardus - 
Paracardiophorus - 
Paraplatynychus - 
Patriciella - 
Phorocardius - 
Platynychus - 
Ryukyucardiophorus - 
Triplonychoidus - 
Triplonychus - 
Tropidiplus